# Windows IoT

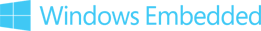
Logo

Windows IoT (Internet of things), vroeger Windows Embedded, is een familie van besturingssystemen die gebruikt worden voor ingebedde systemen. Sinds Windows CE 1.0 biedt Microsoft hiervan tegenwoordig zes verschillende versies aan. Windows Embedded wordt gebruikt voor het ontwikkelen van servicegerichte apparaten met geavanceerde computermogelijkheden en bestaat uit ingesloten, uit componenten bestaande besturingssysteemtechnologieën.

## Versies

### Windows IoT
- Windows 11 IoT LTSC (Long Term Support Channel) is geintroduceerd in mei 2024 met versie 2024 24H2 build 26100. Dit is de opvolger van Windows 10 IoT LTSC. De LTSC versies worden 10 jaar lang ondersteund door Microsoft.
- Windows 10 IoT LTSC
- Windows 11 IoT GAC (General Availability Channel)
- Windows 10 IoT GAC (General Availability Channel)
- Windows Server IoT
- Windows SQL Server IoT

### Embedded Standard
Windows Embedded Standard is het deel  van de Windows Embedded besturingssystemen die zijn ontworpen om ondernemingen en fabrikanten de vrijheid te geven om te kiezen welke mogelijkheden deel zullen uitmaken van hun apparaten en systeemoplossingen, bedoeld voor branche-specifieke apparaten.
- Windows NT 4.0 Embedded
- Windows XP Embedded
- Windows Embedded Standard 2009
- Windows Embedded Standard 7
- Windows Embedded 8.1 Standard

### Embedded NavReady
Windows Embedded NavReady is een die plug-in component voor Windows CE 5.0 en nuttig voor de bouw van draagbare navigatiesystemen.
- Windows Embedded NavReady 2009

### Embedded POSReady/ Industry
Windows Embedded Industry is het deel  van de Windows Embedded besturingssystemen voor industriële apparaten die alleen voor point of sale systemen.
- Windows Embedded for Point Of Service
- Windows Embedded POSReady 2009
- Windows Embedded POSReady 7
- Windows Embedded 8.1 Industry

### Embedded Enterprise/Pro
Windows Embedded Enterprise producten zijn producten die binaire identiek zijn aan dezelfde versies die beschikbaar zijn in de handel, maar exclusief zijn gelicentieerd voor gebruik in embedded apparaten.
- Windows NT 4.0 workstation  for Embedded Systems
- Windows 2000 Professional for Embedded Systems
- Windows XP Professional for Embedded Systems
- Windows Vista Ultimate for Embedded Systems
- Windows 7 Ultimate for Embedded Systems
- Windows 8.1 Pro for Embedded Systems

### Embedded Server
Windows Embedded Server is het deel dat uit serverproducten bestaat.
- Windows 2000 Server for Embedded Systems
- Windows Server 2003 for Embedded Systems
- Windows Server 2003 R2 for Embedded Systems
- Windows Server 2008 for Embedded Systems
- Windows Server 2008 R2 for Embedded Systems
- Windows Server 2012 for Embedded Systems
- Windows Server 2012 R2 for Embedded Systems

### Windows Embedded Compact

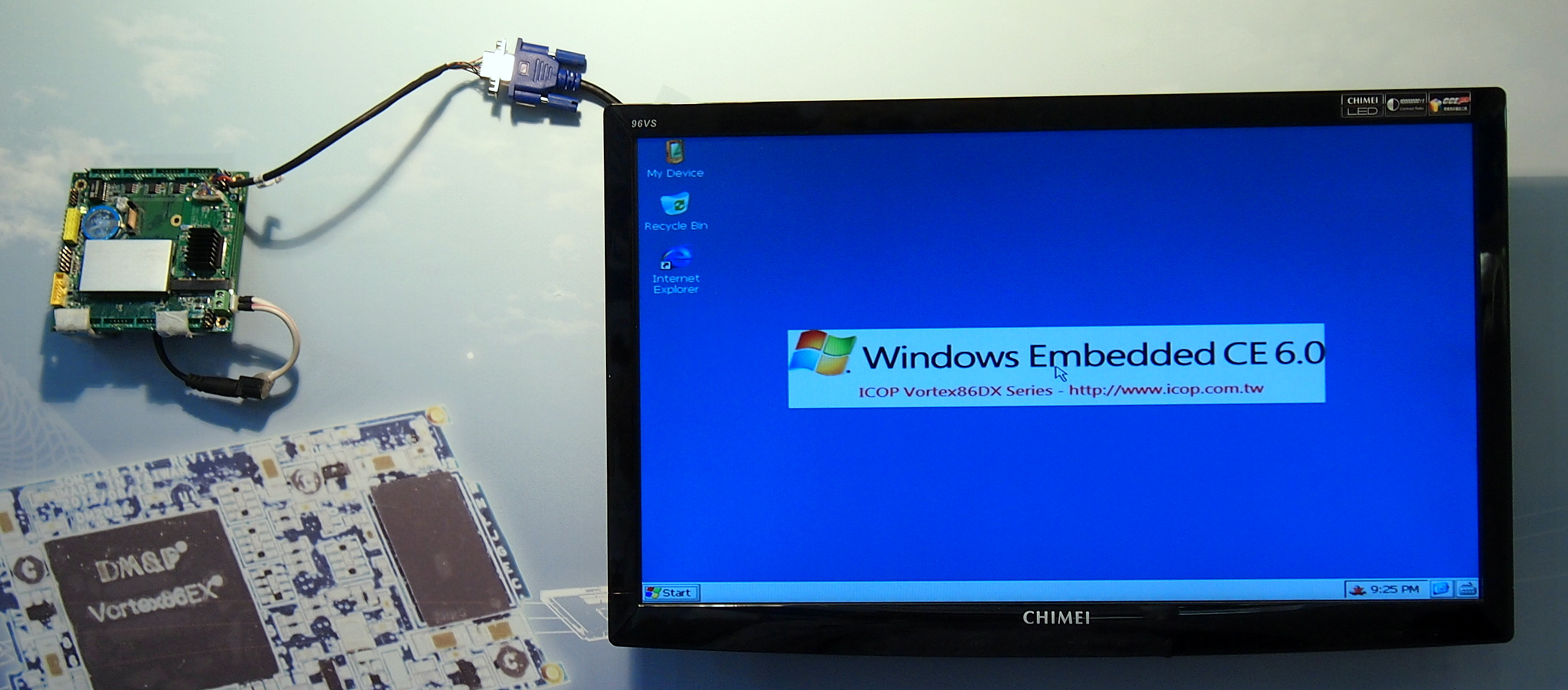
Windows Embedded CE en ICOP Vortex 86DX

Windows Embedded Compact is de versie van Windows Embedded voor zeer kleine computers en embedded systemen, inclusief Consumentenelektronica en spelconsoles. Windows Embedded Compact is een modulair real-time operating systeem met een speciale kernel die kan werken op maar 1 MB geheugen. Het komt met de Platform Builder tool die kan worden gebruikt voor het toevoegen van modules zodat men aangepaste installaties kan maken, afhankelijk waar het apparaat voor wordt gebruikt.
Er is ook een speciale versie van Windows Embedded Compact, bekend als Windows Mobile, voor gebruik in mobiele telefoons. Het is een aangepaste versie van van Windows Embedded Compact samen met gespecialiseerde modules voor gebruik in mobiele telefoons. Gewijzigde versies van Windows Mobile werden gebruikt voor MP3 spelers. Windows Mobile werd in 2010 vervangen door Windows Phone 7, die was ook gebaseerd op Windows Embedded Compact, maar was niet compatibel is met Windows Mobile.

#### Versies
- 1.0/1.01
- 2.0/2.01
- 2.10/2.11/2.12
- 3.0, hier zijn Pocket PC 2000 en Pocket PC 2002 op gebaseerd.
- 4.0
- 4.1
- 4.2, hier zijn Windows Mobile 2003 en Windows Mobile 2003 SE op gebaseerd.
- 5.0, hier is Windows Mobile 5.0 op gebaseerd.
- 5.1
- 5.2, hier zijn Windows Mobile 6.0,6.1 en 6.5 op gebaseerd.
- 6.0, hier is Windows Phone 7 op gebaseerd.
- 6.1, hier is Windows Phone 7.5 op gebaseerd.
- 7.0, hier is Windows Phone 7.8 op gebaseerd.
- 2013

### Embedded Automotive
Windows Embedded Automotive, voorheen Microsoft Auto, Windows CE voor Automotive, Windows Automotive, en Windows Mobile voor Automotive, is een embedded besturingssysteem gebaseerd op Windows CE voor gebruik in computersystemen in auto's. De laatste versie, Windows Embedded Automotive 7, werd aangekondigd op 19 oktober 2010.

### Embedded Handheld
Windows Embedded handheld producten zijn Enterprise versies van Windows Mobile en Windows Phone.
- Embedded Handheld 6.5
- Embedded Handheld 8.1